# Horisme taeniolata
Horisme taeniolata är en fjärilsart som beskrevs av Evans 1843. Horisme taeniolata ingår i släktet Horisme och familjen mätare. Inga underarter finns listade i Catalogue of Life.